# Ткачик білолобий
Тка́чик білолобий (Amblyospiza albifrons) — вид горобцеподібних птахів родини ткачикових (Ploceidae). Мешкає в Африці на південь від Сахари. Це єдиний представник монотипового роду Білолобий ткачик (Amblyospiza) в монотиповій підродині Amblyospizinae.

## Опис

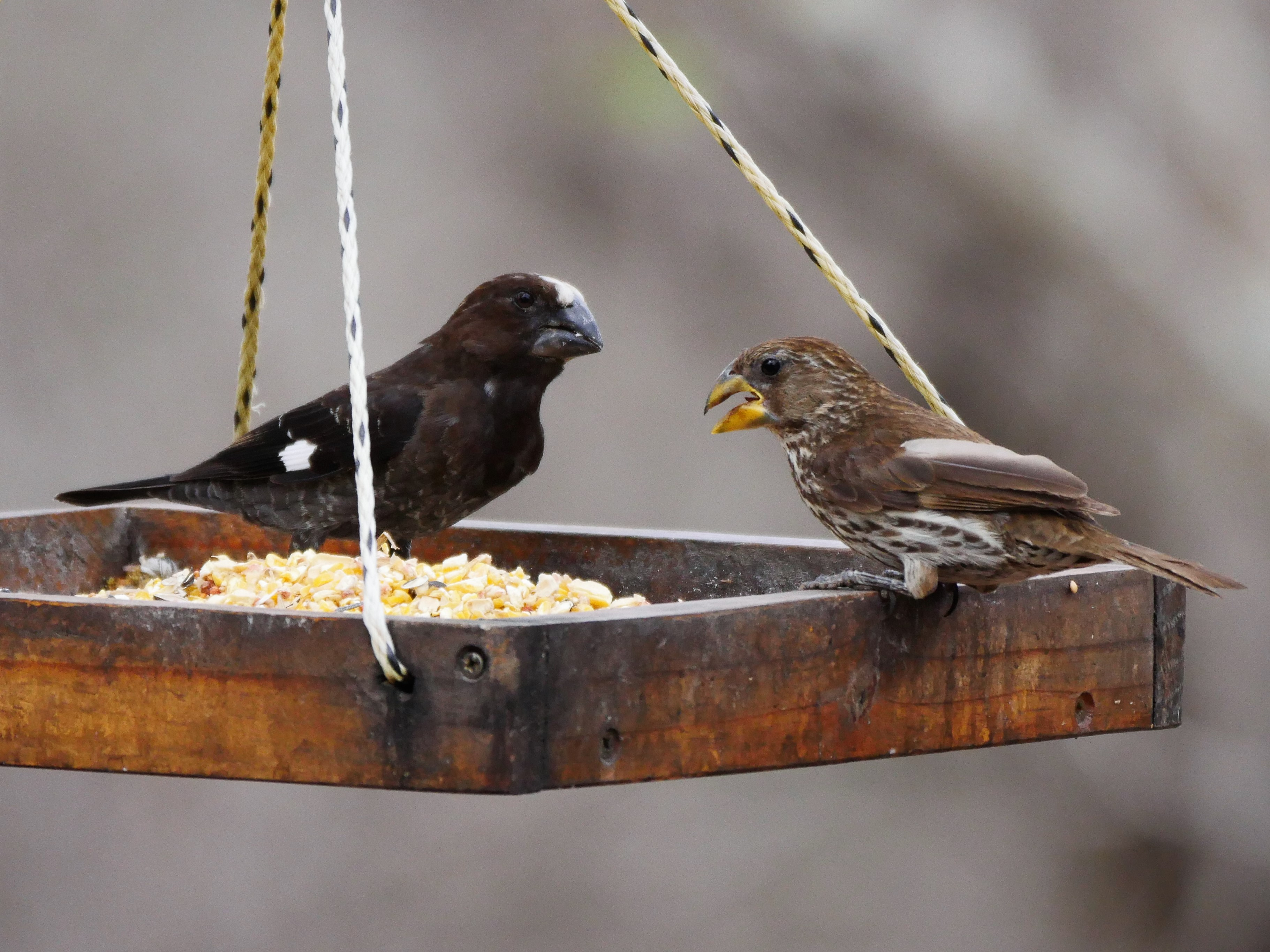
Пара білолобих ткачиків

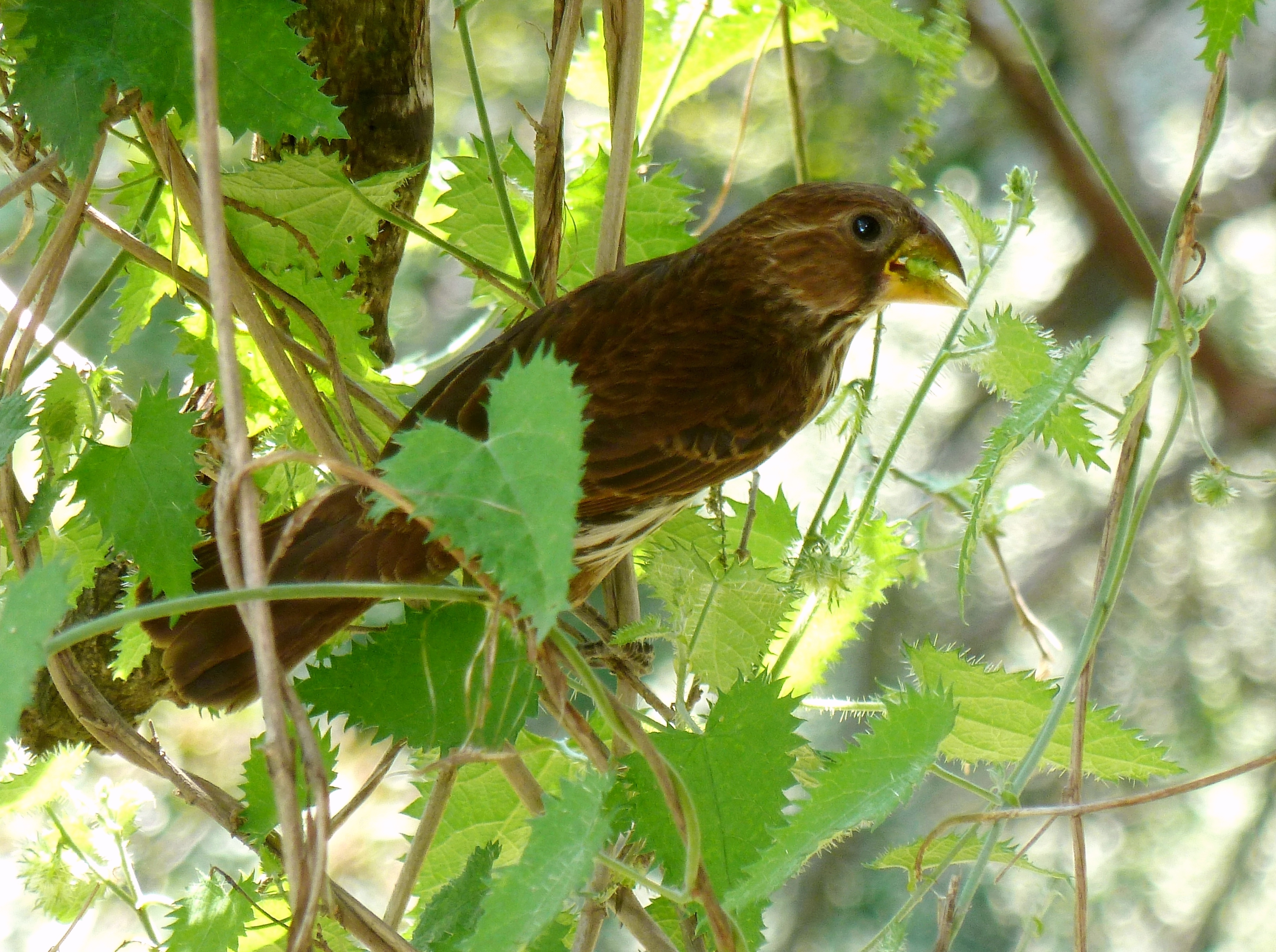
Самиця білолобого ткачика

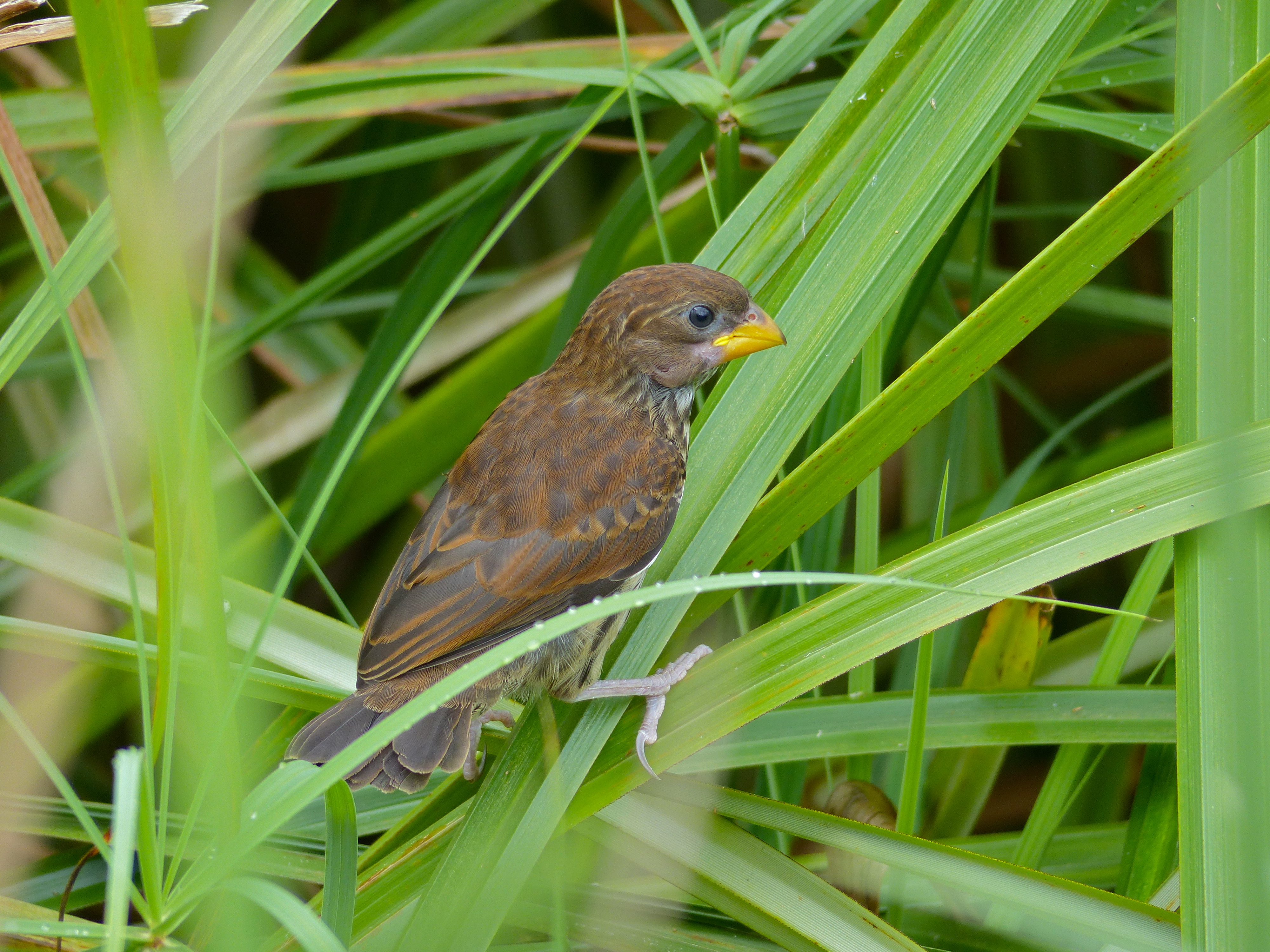
Молодий білолобий ткачик

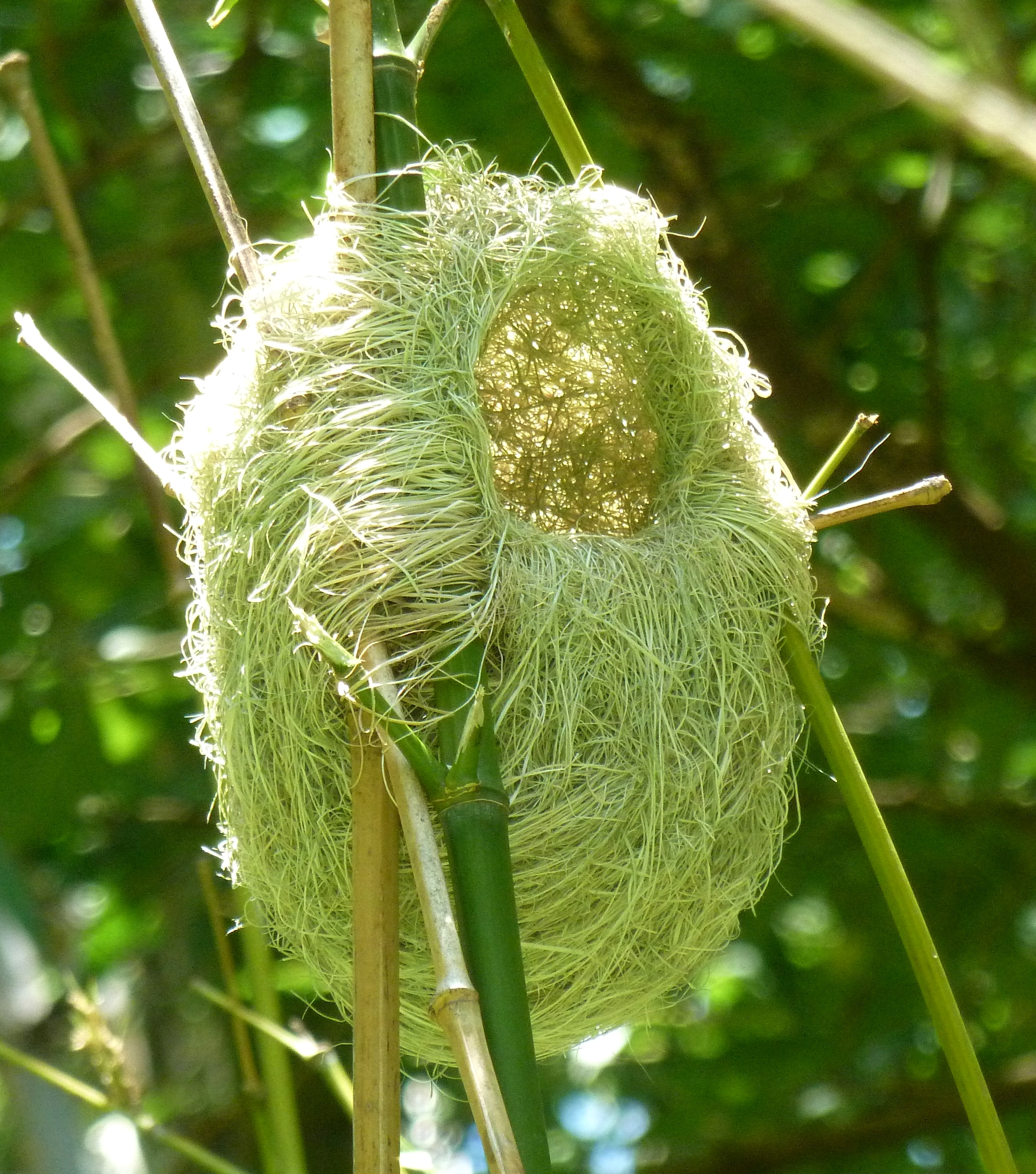
Гніздо білолобого ткачика

Довжина птаха становить 19-20 см. Забарвлення варіюється від каштанового до чорнувато-бурого, в залежності від підвиду, самиці є світлішими за самців, нижня частина тіла у них білувата, поцяткована коричневими смугами. На лобі і крилах у них є помітні білі плями. Дзьоб великий, міцний, у самців чорний, у самиць жовтий. Забарвлення молодих птахів подібне до забарвлення самиць, молоді самці набувають дорослого забарвлення у віці 2 років.

## Підвиди
Виділяють десять підвиди:
- A. a. capitalba (Bonaparte, 1850) — від Сенегалу до південно-західної Нігерії;
- A. a. saturata Sharpe, 1908 — від південної Нігерії до північного заходу ДР Конго;
- A. a. melanota (Heuglin, 1863) — від північного сходу ДР Конго до Ефіопії, Уганди і північно-західної Кенії;
- A. a. montana Van Someren, 1921 — від сходу ДР Конго до центральної і південно-західної Кенії і на південь до центральної Замбії, Малаві і північно-західного Зімбабве;
- A. a. unicolor (Fischer, GA & Reichenow, 1878) — південь Сомалі, схід Кенії і Танзанії, острови Занзібарського архіпелагу;
- A. a. tandae Bannerman, 1921 — північно-західна Ангола і крайній захід ДР Конго;
- A. a. kasaica Schouteden, 1953 — південний схід ДР Конго;
- A. a. maxima Roberts, 1932 — південно-східна Ангола, північно-східна Намібія, західна Замбія, північна Ботсвана і крайній північний захід Зімбабве;
- A. a. woltersi Clancey, 1956 — схід Зімбабве, південь Мозамбіку, північний схід і схід ПАР;
- A. a. albifrons (Vigors, 1831) — південний схід ПАР.

## Поширення і екологія
Білолобі ткачики живуть в лісистих саванах, чагарникових заростях, на узліссях тропічних лісів, на болотах та інших водно-болотних угіддях, в очеретяних заростях на берегах річок, озер і ставків. Живляться переважно комахами, зокрема термітами, ягодами і плодами, а також насінням. 
Білолобим ткачикам притаманна полігінія, коли на одного самця припадає до 6 самиць, а на одній гніздовій території є до 3 гнізд. При невеликій щільності популяції птахи також утворюють моногамні пари, які формують колонії. Ці колонії можуть нараховувати до 100 гнізд. Гнізда білолобих ткачиків невеликі, мають кулеподібну форму з входом зверху і збоку (на відміну від більшості інших ткачиків). Воно робиться з тонкого очерету і підвішується серед комишів. В кладці 3 білувато-рожевих яйця, поцяткованих червоними, пурпуровими і коричневими плямками. Насиджують виключно самиці. Інкубаційний період триває 14-16 днів, пташенята покидають гніздо через 18-20 днів після вилуплення. За ними доглядають переважно самиці, іноді їм допомагають самці. 
Гнізда білолобих ткачиків часто розорюються білобровими коукалами, воронами і нільськими варанами. Покинуті гнізда можуть повторно використовувати золотогруді бенгалики і бурі амаранти.